# Дмитров (хоккейный клуб)
«Дмитров» — команда по хоккею с шайбой из города Дмитрова.

## История
Основан в 2002 году. С сезона 2005-06 выступали в Высшей лиге. В годы вступлений команда дважды выиграла свой Дивизион и один раз регулярный чемпионат, так же команда два раза смогла занять 3-е место в плей-офф. В связи с финансовыми проблемами в 2009 году прекратила выступление в Чемпионате России. Высшая лига.
В сезоне 2010—2011 в Дмитрове играла молодёжная команда «Крылья Советов» в Чемпионате МХЛ. Команда вышла из группы, в первой стадии плей-офф уступила «Химику» из Воскресенска, после одного сезона в Дмитрове команда была расформирована.
27 апреля 2012 года ХК «Дмитров» был принят в состав участников Первенства МХЛ. Команда выступала 3 сезона достаточно успешно, каждый год выходила в плей-офф. Самым успешным оказался сезон 2013-14,команда заняла 1-е место в Дивизионе «Центр», в плей-офф команда стала 6-й.
В 2015 году в Дмитров приехала команда «Звезда-ВДВ». Команда заявилась в Чемпионате России. Высшая лига. Команда почти сразу же столкнулась с финансовыми проблемами и так и не смогла наладить положение. После первого круга команда снялась с чемпионата.
В сезоне 2016/2017 ХК «Дмитров» выступал во всероссийском первенстве среди молодёжных команд — Национальная молодёжная хоккейная лига.
В сезоне 2017/18 НМХЛ играла команда «Голден догс» из Дмитрова.

## История выступлений
- сезон 2004—05 — победители 1 лига зона «Центр»
- сезон 2005—06 — 6 место Высшая лига Дивизион «Запад»
- сезон 2006—07 — 3-е место Высшая лига Дивизион «Запад», 3-е место плей-офф Высшая лига
- сезон 2007—08 — 1-е место Высшая лига Дивизион «Запад», 5-е место плей-офф Высшая лига
- сезон 2008—09 — 1-е место Высшая лига Дивизион «Запад» и весь регулярный чемпионат, 3-е место плей-офф Высшая лига
- сезон 2012—13 — 4-е место Первенство МХЛ Дивизион «Северо-Запад», 11-е место плей-офф Первенство МХЛ
- сезон 2013—14 — 1-е место Первенство МХЛ Дивизион «Центр», 6-е место плей-офф Первенство МХЛ
- сезон 2014—15 — 2-е место Первенство МХЛ «Западная» конференция, в плей-офф завершили выступления на стадии 1/8 финала, уступив МХК «СКА-Варяги».
- сезон 2016—17 — 2-е место Первенство НМХЛ «Западная» конференция, в плей-офф завершили выступления на стадии 1/4 финала, уступив «Локо-Юниор».

 Лучшие игроки (голосование болельщиков)
- сезон 2005—06 — Андрей Кудашов, № 12
- сезон 2006—07 — Александр Трофимов, № 10
- сезон 2007—08 — Алексей Мурзин, № 41
- сезон 2008—09 — Кеннет Бергквист, № 32

Стадион Ледовый дворец «Дмитров», проезд из Москвы с Савёловского вокзала электропоездом до станции «Дмитров» или автобусом № 401 от м. Алтуфьево до автовокзала «Дмитров», далее с автовокзала пять остановок на автобусах 25, 26, 30, 38, 40, 51, 53 или на маршрутных такси с аналогичными номерами до Ледового дворца.

## ДЮСШ
С 2002 по 2009 годы ребята играли на первенство Московской области, а также на первенство России.
С сезона 2009—2010 старшие ребята ДЮСШ «Дмитров» выступают в Открытом Первенстве Москвы (группа 2), младшие — на Кубке мэра Москвы.
С сезона 2013—2014 воспитанники ДЮСШ «Дмитров» выступают в первой группе Открытого Первенства Москвы по хоккею с шайбой, младшие продолжают выступление на Кубке мэра Москвы.
Результаты:
|           | Сезон 2009—2010 | Сезон 2010—2011 | Сезон 2011—2012 | Сезон 2012—2013 | Сезон 2013—2014 | Сезон 2014—2015 | Сезон 2015—2016 | Сезон 2016—2017 |
| 1993 г.р. | 11 место        | -               | -               | -               | -               | -               | -               | -               |
| 1994 г.р. | 9 место         | 3 место         | -               | -               | -               | -               | -               | -               |
| 1995 г.р. | 10 место        | 8 место         | 11 место        | -               | -               | -               | -               | -               |
| 1996 г.р. | 10 место        | 9 место         | 5 место         | 6 место         | -               | -               | -               | -               |
| 1997 г.р. | 6 место         | 4 место         | 6 место         | 4 место         | 9 место         | -               | -               | -               |
| 1998 г.р. | 2 место         | 1 место         | 6 место         | 2 место         | 9 место         | 10 место        | -               | -               |
| 1999 г.р. | 3 место         | 1 место         | 2 место         | 1 место         | 9 место         | 9 место         | 8 место         | 5 место         |
| 2000 г.р. | 1 место         | 6 место         | 5 место         | 2 место         | 9 место         | 10 место        | 9 место         | 1 место         |
| 2001 г.р. | -               | 8 место         | 10 место        | 4 место         | 11 место        | 8 место         | 7 место         | 8 место         |
| 2002 г.р. | -               | -               | 10 место        | 6 место         | 4 место         | 4 место         | 5 место         | 7 место         |
| 2003 г.р. | -               | -               | -               | 7 место         | 12 место        | 7 место         | 7 место         | 1 место         |
| 2004 г.р. | -               | -               | -               | -               | 7 место         | 1 место         | 7 место         | 1 место         |
| 2005 г.р. | -               | -               | -               | -               | -               | -               | -               | 5 место         |
| 2006 г.р. | -               | -               | -               | -               | -               | -               | -               | 7 место         |
| 2007 г.р. | -               | -               | -               | -               | -               | -               | -               | 6 место         |